# Kazimierz Ilski
Kazimierz Jakub Ilski (ur. 21 lutego 1957 w Ostrowie Wielkopolskim) – polski historyk, profesor nauk humanistycznych specjalizujący się w dziedzinie historii Kościoła Wschodniego, starożytnej i bizantyjskiej. Od 2008 do 2012 dyrektor Instytutu Historii Uniwersytetu im. Adama Mickiewicza. 23 kwietnia 2012 wybrany na dziekana Wydziału Historycznego UAM na kadencję 2012–2016.

## Życiorys
W latach 1976–1980 studiował historię na Uniwersytecie im. Adama Mickiewicza w Poznaniu. Wówczas odbył praktyki w kampaniach wykopaliskowych w Novae na terenie dzisiejszej Bułgarii. Później uzyskał także magisterium z socjologii. W 1981 zatrudniony w Instytucie Historii UAM jako pracownik dydaktyczny. W IH UAM obronił 1989 pracę doktorską „Sobory w polityce religijnej Teodozjusza II” (promotor: Włodzimierz Pająkowski), a w 2002 rozprawę habilitacyjną „Idea jedności politycznej, społecznej i religijnej w świetle pism Ambrożego z Mediolanu”. Od 1989 do 2004 zatrudniony jako adiunkt w Zakładzie Historii Starożytnej (od reorganizacji 1996 Zakładzie Historii Społeczeństw Antycznych).
W 2004 otrzymał profesurę gościnną na Uniwersytecie Jana Gutenberga w Moguncji oraz stanowisko profesora UAM w Poznaniu w randze kierownika Pracowni Historii Bizancjum. Tam prowadzi wykłady z zakresu dominatu, starożytnej myśli politycznej i dziejów chrześcijan w społeczeństwie Cesarstwa rzymskiego. W filii Uniwersytetu w Kaliszu wykłada historię starożytności. Jest również wykładowcą Gnieźnieńskiej Szkoły Wyższej Milenium. Współautor serii wydawniczej „Europa chrześcijańska”.
Obecnie prof. zwyczajny i kierownik Pracowni Historii Bizancjum na UAM. 19 maja 2008 wybrany dyrektorem Instytutu Historii UAM na kadencję 2008–2012. W wyborach dyrektorskich pokonał wieloletniego dyrektora Bohdana Lapisa stosunkiem głosów 33:21. W trakcie swoich rządów wprowadził m.in. zwyczaj rozpoczynania każdego semestru wykładem inauguracyjnym, wygłaszanego przez najwybitniejszych profesorów instytutu. Zorganizował też serię wydawniczą publikującą wersje pisemne owych wykładów i objął redakcję nad wydawnictwem.

## Wypromowane prace doktorskie
- Korporacje zawodowe w taryfie cen maksymalnych Dioklecjana, 2017, Adam Jaroszyński
- Mauricii Strategicon; praktyczny podręcznik wojskowy i dzieło antykwaryczne, 2011, Łukasz Różycki.
- Muzyka w Biblii, 2011, Robert Rachuta
- Obraz dziejów w 'Chronici Canones' Euzebiusza z Cezarei, 2007, Anna Kotłowska.

## Publikacje
- Sobory w polityce religijnej Teodozjusza II, Poznań: Wydawnictwo Naukowe UAM 1992
- (redakcja) Studia Moesiaca, t. 1–2, ed. Leszek Mroziewicz et Kazimierz Ilski, Poznań: UAM 1994.
- (redakcja) Günter Prinzing, Bizantyjskie aspekty średniowiecznej historii Polski, w oprac. Kazimierza Ilskiego, Poznań: UAM 1994.
- Biskupi Mezji i Scytii IV–VI w., Poznań: „Vis” 1995.
- „Andreia” (Tapferkeit) bei den frühen Christen, Wien: Wiener Katholische Akademie 1998.
- (redakcja) Günter Prinzing, Bizantyńczycy wobec obcych, w oprac. Kazimierza Ilskiego, Poznań : Księgarnia Świętego Wojciecha 1998.
- Idea jedności politycznej, społecznej i religijnej w świetle pism Ambrożego z Mediolanu, Poznań: Wydawnictwo Naukowe UAM 2001.
- Chrzest Imperium Romanum, Poznań: Drukarnia i Księgarnia Świętego Wojciecha 2005.
- Kościół na Pólku pod Bralinem, Bralin: Parafia Rzymsko-Katolicka pw. św. Anny 2003.
- (wstęp) Spór o ołtarz Wiktorii w Kurii Rzymskiej : listy 72 i 73 świętego Ambrożego, biskupa Mediolanu, oraz Trzecia Mowa Symmacha, prefekta Miasta Rzymu, przekł. i objaśnienia Polikarp Nowak, wstęp Kazimierz Ilski, Poznań: Wydawnictwo Naukowe Uniwersytetu im. Adama Mickiewicza 2005.
- Sprawiedliwość jako zasada życia społecznego, Poznań: Drukarnia i Księgarnia Św. Wojciecha 2005.
- św. Ambroży, Mowa na śmierć Walentyniana, przekł. i koment. Anna Kotłowska, wstęp Kazimierz Ilski, Poznań: Wydawnictwo Naukowe Uniwersytetu im. Adama Mickiewicza 2007.
- św. Ambroży, Mowa na śmierć Teodozjusza, przekł. i koment. Anna Kotłowska, wstęp Kazimierz Ilski, Poznań: Wydawnictwo Naukowe Uniwersytetu im. Adama Mickiewicza 2008.
- (redakcja) Obrazy migracji, pod red. Kazimierza Ilskiego, Poznań: Instytut Historii UAM 2010.
- (wstęp) Księga eparcha, przekł. i koment. Anna Kotłowska, wstęp Kazimierz Ilski, Poznań: Wydawnictwo Naukowe Uniwersytetu im. Adama Mickiewicza 2010.
- (redakcja) Człowiek w świecie zwierząt – zwierzęta w świecie człowieka, red. nauk. Kazimierz Ilski, Poznań: Wydawnictwo Naukowe Uniwersytetu im. Adama Mickiewicza 2012.
- (redakcja) Homo, qui sentit : ból i przyjemność w średniowiecznej kulturze Wschodu i Zachodu, pod red. Jacka Banaszkiewicza i Kazimierza Ilskiego, Poznań: Instytut Historii UAM 2013.

## Przekłady
- Beat Näf, Genealogia jako jedna z podstawowych form świadomości historycznej w okresie późnoantycznym i jej stosunek do historii, z niem. tł. Kazimierz Ilski, Poznań: IH UAM 1995.
- Ruth Humbel Näf, Chrześcijaństwo a demokracja, tł. Kazimierz Ilski, Poznań: Drukarnia i Księgarnia Świętego Wojciecha 2005.
- Gerhard Podskalsky, Literatura teologiczna południowych Słowian – pomiędzy Bizancjum a Rusią. Wykład wygłoszony 28 kwietnia 2005 roku w Collegium Europaeum Gnesnense, tł. i oprac. Kazimierz Ilski, Gniezno: Fundacja Collegium Europaeum Gnesnense 2005.
- Hartmut Leppin, „Początki polityki kościelnej Justyniana”, z jęz. niem. przeł. Kazimierz Ilski i Anna Kotłowska, Poznań: Instytut Historii Uniwersytetu im. Adama Mickiewicza 2005 (Wyd. 2 popr. 2006).